# Act.2 Narcissus
Act.2 Narcissus é o segundo extended play do grupo feminino sul-coreano gugudan. Foi lançado em 27 de fevereiro de 2017 pela Jellyfish Entertainment e distribuído pela CJ E&M. O EP é composto em seis faixas, incluindo o single "나 같은 애 (A Girl Like Me)" e a versão instrumental do mesmo.

## Antecedentes e lançamento
Em janeiro de 2017, foi relatado que gugudan realizaria seu retorno aos palcos em fevereiro; poucos dias depois, a Jellyfish Entertainment confirmou e anunciou que o mesmo ocorreria em 28 de fevereiro. A partir de 15 de fevereiro, a gravadora começou a lançar teasers, onde revelou o título do EP e da faixa-título. Em 20 de fevereiro, foi revelado que Ravi, membro do grupo masculino VIXX, havia participado da composição de uma das faixas do grupo. No dia seguinte, a lista de faixas completa foi revelada pela Jellyfish Entertainment. O primeiro teaser do videoclipe foi lançado em 24 de fevereiro, e seu lançamento foi adiantado para o dia 27.

## Lista de faixas
| N.º            | Título                                      | Letras                 | Música                   | Arranjo           | Duração |  |
| 1.             | "Rainbow"                                   | Jang Yeojin An Yeongju | Erik Lidbom Maria Marcus | Erik Lidbom       | 3:36    |  |
| 2.             | "나 같은 애" (A Girl Like Me)               | Chowool                | Chowool                  | Chowool           | 2:55    |  |
| 3.             | "미워지려 해" (Hate You)                    | Ravi                   | Ravi PUFF                | Ravi PUFF         | 3:11    |  |
| 4.             | "거리" (One Step Closer)                    | Glory Face Jinli       | Glory Face Jinli         | Glory Face Mingki | 3:48    |  |
| 5.             | "소원 들어주기" (Make a Wish)               | Kim Ji-hyang           | MELODESIGN               | MELODESIGN        | 4:02    |  |
| 6.             | "나 같은 애" (A Girl Like Me; instrumental) |                        | Chowool                  | Chowool           | 2:55    |  |
| Duração total: | Duração total:                              | Duração total:         | Duração total:           | Duração total:    | 20:27   |  |

## Desempenho nas paradas musicais
| Parada musical (2017)            | Melhor posição |
| -------------------------------- | -------------- |
| Coreia do Sul - Gaon Music Chart | 3              |
| Taiwan - Five-Music              | 9              |

## Vendas
| Região               | Vendas  |
| -------------------- | ------- |
| Coreia do Sul (Gaon) | 29,207+ |

## Histórico de lançamento
| Região        | Data                    | Formato             | Gravadora(s)              |
| ------------- | ----------------------- | ------------------- | ------------------------- |
| Coreia do Sul | 27 de fevereiro de 2017 | CD Download digital | Jellyfish Entertainment   |
| Mundialmente  | 27 de fevereiro de 2017 | Download digital    | S.M. Entertainment CJ E&M |